# 倉重英樹
倉重 英樹（くらしげ ひでき、男性、1942年9月11日 -） は、日本人の実業家。山口県出身。シグマクシス代表取締役会長 兼 社長。元RHJインターナショナル・ジャパン代表取締役会長。山口県立下関西高等学校、早稲田大学政治経済学部卒業。

## 来歴・人物
1966年に日本アイ・ビー・エム株式会社に入社。取締役、取締役副社長を歴任しサービス事業を立ち上げた後に、1993年にプライスウォーターハウスクーパースコンサルタント株式会社（後のPwCコンサルティング、以下PwCC）の代表取締役に就任。フリーアドレスオフィスの導入等の社内改革を進め、日本のPwCCを有数のコンサルティング会社へと成長させた。
2002年10月に、PwCCとIBMとの合併に伴い誕生した、IBM ビジネスコンサルティング サービス株式会社の代表取締役会長となり、併せてアジアパシフィック地域を統括するマネージングパートナーとなる。
2004年1月に日本テレコム株式会社社長に就任。2006年10月のソフトバンクテレコムへの社名変更の際に社長を孫正義に交代し、代表権のない取締役に退くと共に、RHJインターナショナルに所属。子会社であるRHJIインダストリアル・パートナーズ・アジア社専務取締役社長に就任。2007年6月、ソフトバンクテレコム取締役退任。2007年12月、RHJインターナショナル・ジャパン代表取締役会長に就任。2008年5月、三菱商事とRHJインターナショナルの合弁で設立されたITコンサルティング会社、シグマクシスの代表取締役CEOも兼務。三菱商事特別顧問。2011年から2014年6月まで、アイ・ティ・フロンティアの取締役会長を務めていた。

## おもな業績
- 1993年から2002年のPwCコンサルティング在任中は抜本的な企業変革を行い、社員数10倍、売上20倍の急成長を実現した。当変革は対お客様戦略、商品（サービス）戦略、人事、プロセス、組織、ITなど、ビジネスそのもののありかたから経営プラットフォームにいたるまでを全面的に見直すもので、外資系コンサルティング会社の抜本的な企業変革とその成功は、多くの注目を集めた。

- 2002年、米IBMが米PwCコンサルティングを買収するに際しては、自ら副社長の職を辞して退職したIBMに、あえてPwCコンサルティング社員と共に戻り、IBMのコンサルティングビジネス強化のために、アジア・パシフィックGMとして尽力する。倉重がPwC時代に構築したプロフェッショナル人事制度やワークスタイルは、現在の日本IBMの各種制度にも影響を与えている。2004年、IBMとPwCコンサルティングの統合が一段落したのを見届けた後、当時日本テレコムを買収したリップルウッド・ホールディングス（現RHJインターナショナル）のCEO、ティム・コリンズの熱烈な要望で、日本テレコム（現ソフトバンクテレコム）の社長に就任する。

- ソフトバンクテレコムでは、低迷する固定通信ビジネスからの脱却を目指し、通信販売のビジネスモデルからソリューション提供のビジネスモデルを実現するべく、根本的な企業変革に取り組む。その範囲は、PwCコンサルティングの時と同じくマーケット戦略から経営の基盤設計まで広範囲に及んだ。倉重が本質論者であることはつとに有名であったが、その実績と経験をもってしても、規制産業業界で「旧来型日本企業文化」を根強く持つソフトバンクテレコムに対し、大規模な変革を断行するのは、相当のチャレンジだと周囲からは思われていた。しかしながら、決してぶれない経営理念と粘り強い社員に対するコミュニケーションを通じて、業績を回復基調に乗せ、社員の変革を通じて数々の新しいソリューションを世に送り出した。2006年秋、ソフトバンクのVodafone買収および携帯事業進出に伴い、「通信三社は孫正義氏が統合してリードすべき」と自ら社長の職を辞し、元株主であったリップルウッド・ホールディングス（RHJインターナショナル）の日本事務所の会長に就く。

- リップルウッド・ホールディングスが所有していた日本テレコムを、ソフトバンクの孫正義に譲るきっかけを作ったのは倉重といわれている。社長着任早々に、日本テレコムのビジネスの将来的閉塞感を見とった倉重が、株主のティム・コリンズに「ヤフーBBを買収したらどうか」と持ちかけ、孫正義と会談を持った際に、「それなら日本テレコムをソフトバンクで引き取ったほうがマーケットに勝ちにいけるのではないか？」という提案が孫からあり、その戦略的意義を認めたコリンズと倉重が合意した。ソフトバンクがブロードバンド、固定通信、モバイルの三大通信事業を備えてNTT、KDDIと拮抗するポジショニングに並びえたのは、この合意があったからこそともいえる。ちなみに、倉重はコリンズという株主に雇われた社長であり、ソフトバンクに買収されたのちは社長を続ける必要はなかったが、「変革に着手してその道半ばに、株主が変わったからと自分の事情で辞任しては、社員に対してもお客様に対しても迷惑がかかる。」と、業績が一段落するまで自ら設計した変革の断行にこだわったという。

- 業種業態に関わらずサービス化が求められる世の中において、競争力の源泉は「社員のモチベーションである」という信条を持つ倉重は、プロフェッショナルが自らの価値を最大化できる環境づくりを目指し、通信とITが可能にする「時間と場所にとらわれない働き方」の追求を続ける。1994年にPwCコンサルティングの新オフィスを恵比寿ガーデンプレイスに作った際には、当時にしては珍しいフリーアドレスと一人一台のノートPC、またPHSによるモバイル通信の環境を全社に整備し、話題を呼ぶ。その後も同社の丸ビル移転においては新しいオフィスのコンセプトを打ち出し、ソフトバンクテレコムでは既存の通信業者の常識を覆す、創造性重視のオフィスを作り上げて、計4回の「日経ニューオフィス推進賞受賞」をなしとげている。倉重の企業変革と、それを支える形で進化を続ける「ワークプレイス」コンセプトは、実業界のみならず、建築学会などの多岐にわたる学会からも注目され、様々な外部団体に招へいされている。

## その他略歴
1994年に早稲田大学の客員教授に就任。2000年にジャスコ株式会社（後にイオン株式会社に商号変更）取締役相談役就任。（2003年任期終了、2007年再任）

## 主な著書
- 企業大改造への決断 1996年 ダイヤモンド社
- 高収益企業への挑戦 監訳 1996年 ダイヤモンド社
- プロフェッショナリズムの覚醒 2003年 ダイヤモンド社